# Joan Rice
Pour les personnes ayant le même patronyme, voir Rice.
Joan Rice, née le 3 février 1930 à Derby, morte le 1er janvier 1997 à Maidenhead, était une actrice britannique.

## Biographie
Née à Derby, Joan Rice et ses trois frères et sœurs grandirent dans un orphelinat après que son père ait été condamné pour abus sexuels sur ses deux filles aînées, y compris Joan Rice elle-même. Elle travailla plus tard comme domestique et serveuse avant de gagner un concours de beauté à 19 ans.
Cela l'amena à faire des essais chez la Rank Organisation qui l'engagea sans qu'elle ait de formation de comédienne. Après de petits rôles sa percée intervint en 1952 dans le rôle de « Maid Marian » dans le film Robin des Bois et ses joyeux compagnons, l'adaptation Disney de la légende de Robin Hood qui fut tourné en partie dans la forêt de Sherwood, en partie dans les studios de Pinewood avec une équipe purement britannique. Il s'ensuivit d'abord des rôles importants dans des petites productions du cinéma britannique comme Plus on est de fous avec Norman Wisdom et A Day to Remember avec Donald Sinden.
Alors que les propositions se faisaient plus rares, Joan Rice s'est tournée vers la scène et présenta en tournée des pièces telles que Rebecca, Vu du pont et The Reluctant Debutante.
Elle est connue notamment pour son rôle de Dalabo dans Le Roi des îles (1954) avec Burt Lancaster. Elle a également joué la femme du pilleur de tombes dans Les Horreurs de Frankenstein.

## Filmographie

### Cinéma
- 1951 : Blackmailed : Alma
- 1951 : Une avoine sauvage (One Wild Oat) : Annie
- 1952 : Curtain Up : Avis
- 1952 : Robin des Bois et ses joyeux compagnons (The Story of Robin Hood and His Merrie Men) : Marianne
- 1952 : Commando sur Saint-Nazaire (Gift Horse) : June Mallory
- 1953 : Week-end à quatre (A Day to Remember) : Vera Mitchell
- 1953 : The Steel Key (en) : Doreen Wilson
- 1954 : Le Roi des îles (His Majesty O'Keefe|His Majesty O'Keefe) : Dalabo
- 1954 : The Crowded Day (en) : Peggy
- 1955 : Police Dog (en) : Pat Lewis
- 1955 : Plus on est de fous (One Good Turn) : Iris
- 1956 : Women Without Men (en) : Cleo Thompson
- 1958 : The Long Knife (en) : Jill Holden
- 1959 : Operation Bullshine (en) : Pvt. Finch
- 1961 : Les Gangsters (Payroll) de Sidney Hayers : Madge Moore
- 1970 : Les Horreurs de Frankenstein (The Horror of Frankenstein) : La femme de Graverobber

### Télévision
- 1954 : Isidor Comes to Town (Téléfilm) : Mary Clarke
- 1958 : The New Adventures of Charlie Chan (en) (Série TV) : Sybil Addams
- 1958 : Ivanhoé (Série TV) : Marcia
- 1961 : The Pursuers (Série TV) : Sandra Hariem
- 1963 : Zéro un Londres (Zero One) (Série TV) : Mme Brown